# Archipiélago de Guna Yala
El archipiélago de Guna Yala (también conocido antes como archipiélago de San Blas o archipiélago de las Mulatas) es un conjunto de 365 pequeñas islas e islotes, pertenecientes a Panamá y situadas frente a la costa septentrional del istmo, al este del canal de Panamá, de las cuales solamente unas 49 están habitadas. Es la patria ancestral de los indígenas Guna, que forman parte de la comarca Guna Yala a lo largo de la costa caribeña oriental de Panamá. Sin embargo, las islas podrían volverse inhabitables por el aumento del nivel del mar a finales del siglo XXI.

## La tradición y el legado

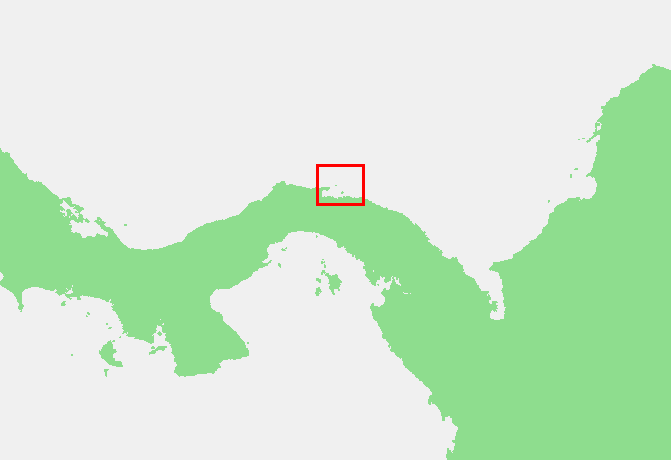
Posición del archipiélago Guna Yala en el Mar Caribe.

Los indígenas Guna son conocidos por su arte decorativo, por ejemplo, en las molas. Las molas suelen ser muy brillantes y coloridas y a menudo son usadas como ropa. Antes de que los indígenas se convirtieran al cristianismo traído por los misioneros, la mayoría se vestía con ropa típica pintando además sus cuerpos, y utilizando diseños coloridos. Cuando llegaron los primeros europeos muchos indígenas empezaron a reemplazar sus vestimentas por la ropa traída por ellos, abandonando muchos sus diseños de pintura corporal.
Los Guna rendían culto a un dios llamado ibe orgun. El jefe de todas las islas vive en una isla llamada Acuadup, lo que significa Isla roca. Los Gunas son cazadores y pescadores, son un pueblo muy limpio y en algunas de las islas tienen la oportunidad de asistir a la escuela. La mayoría de los hombres hablan español y las mujeres son las que cuidan más sus tradiciones.

## Turismo
El archipiélago se ha convertido en uno de los destinos ecoturísticos más exuberantes de Panamá, famoso por sus hermosas playas de arena blanca, sus aguas transparentes, el arte de su población autóctona y lo impresionante de la cultura guna. Posee un aeropuerto para vuelos de cabotaje a nivel nacional, así como hoteles fabricados con pencas reflejando el estilo de las viviendas de las comarcas. Además de ser conocida por su belleza. 
Los lugares del archipiélago más frecuentados por los turistas son la capital, El Porvenir, el pueblo isleño de Carti Sugtupu y los dos cayos, Cayos Limones y Cayos Holandeses, ambos famosos por sus aguas cristalinas.

## Fotografías

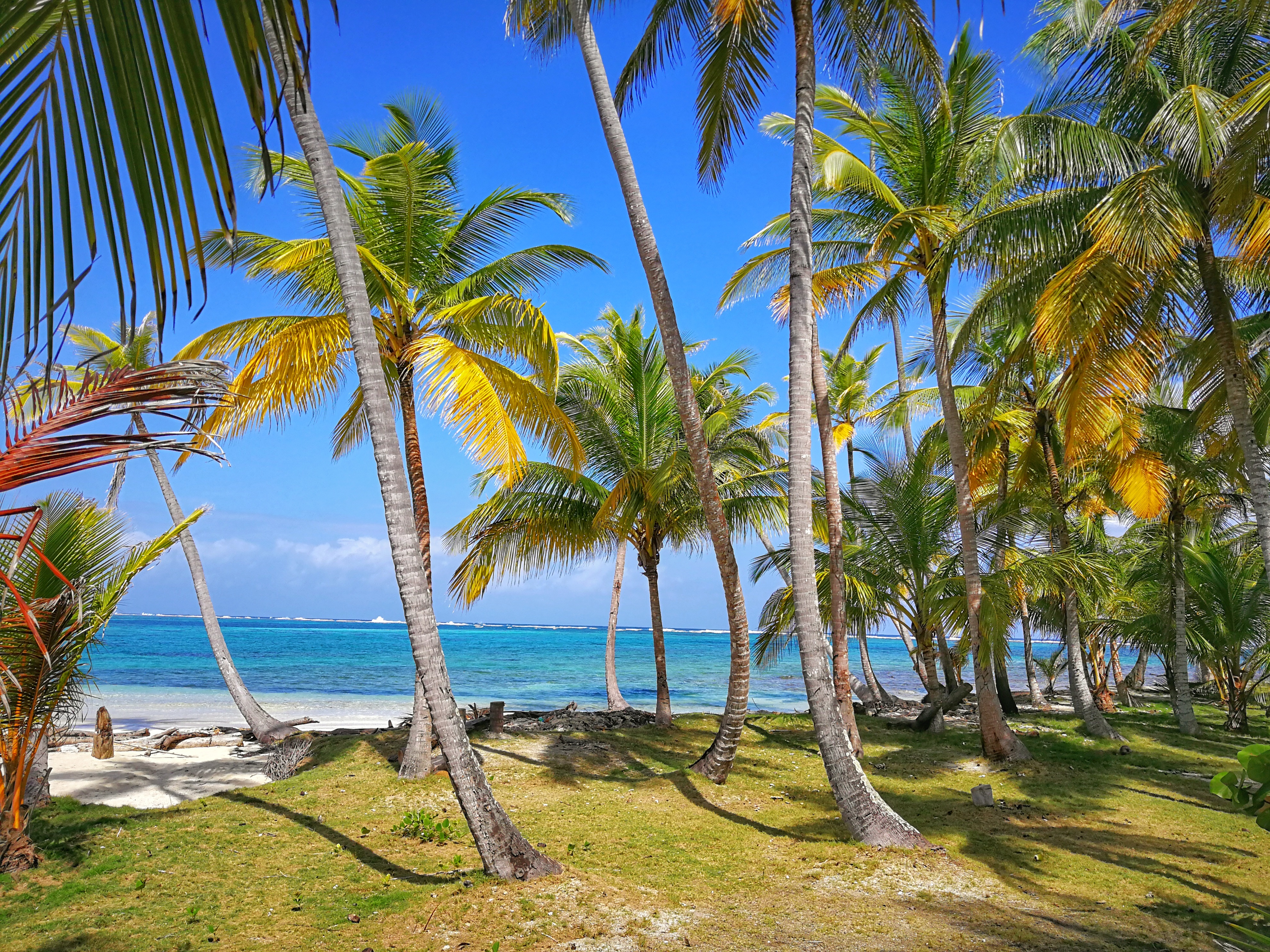
Isla Tortuga (Morrodub) Cayos Holandeses, Archipiélago de  San Blas, Panamá
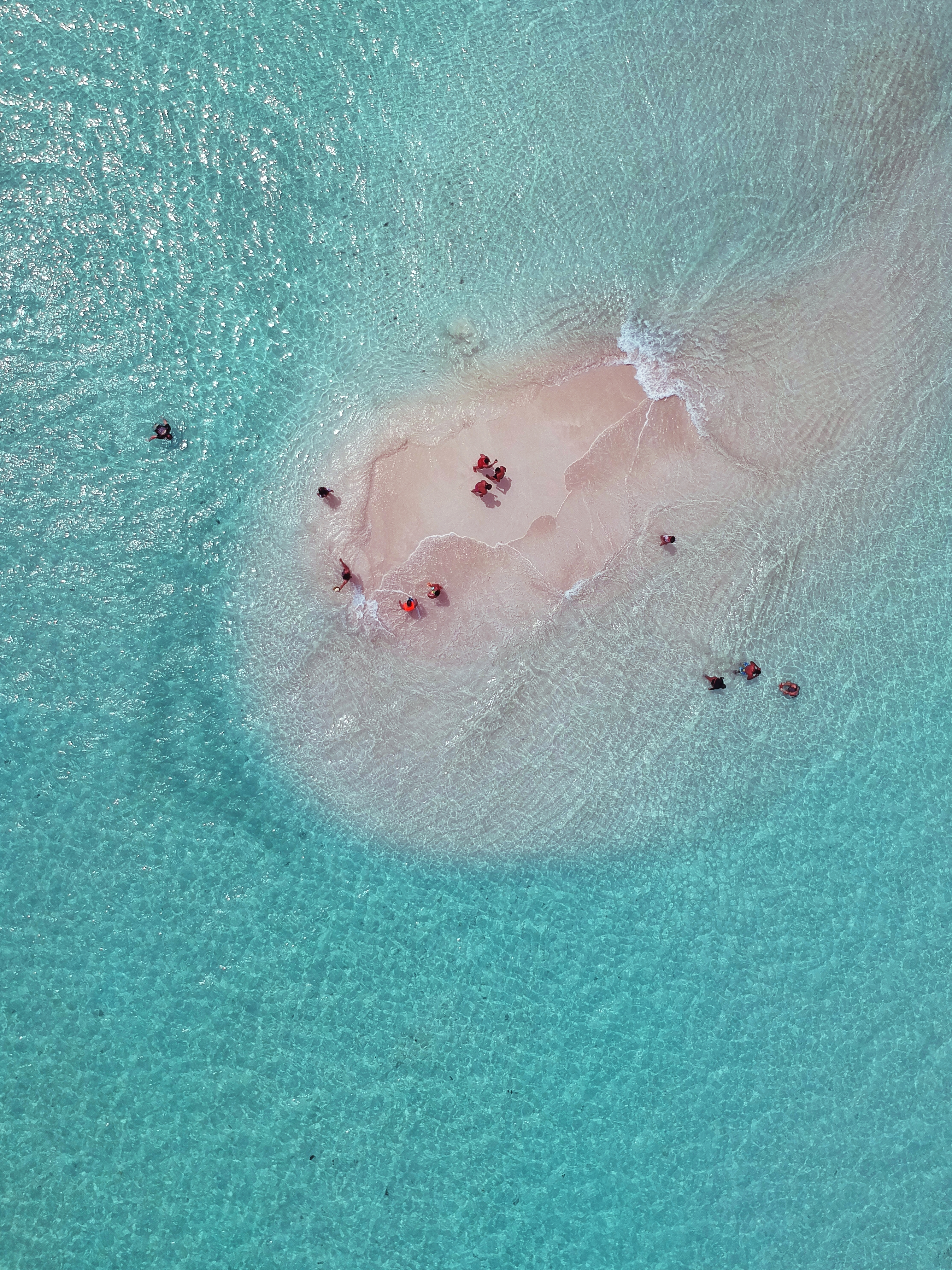
Banco de Arena en Archipiélago de San Blas
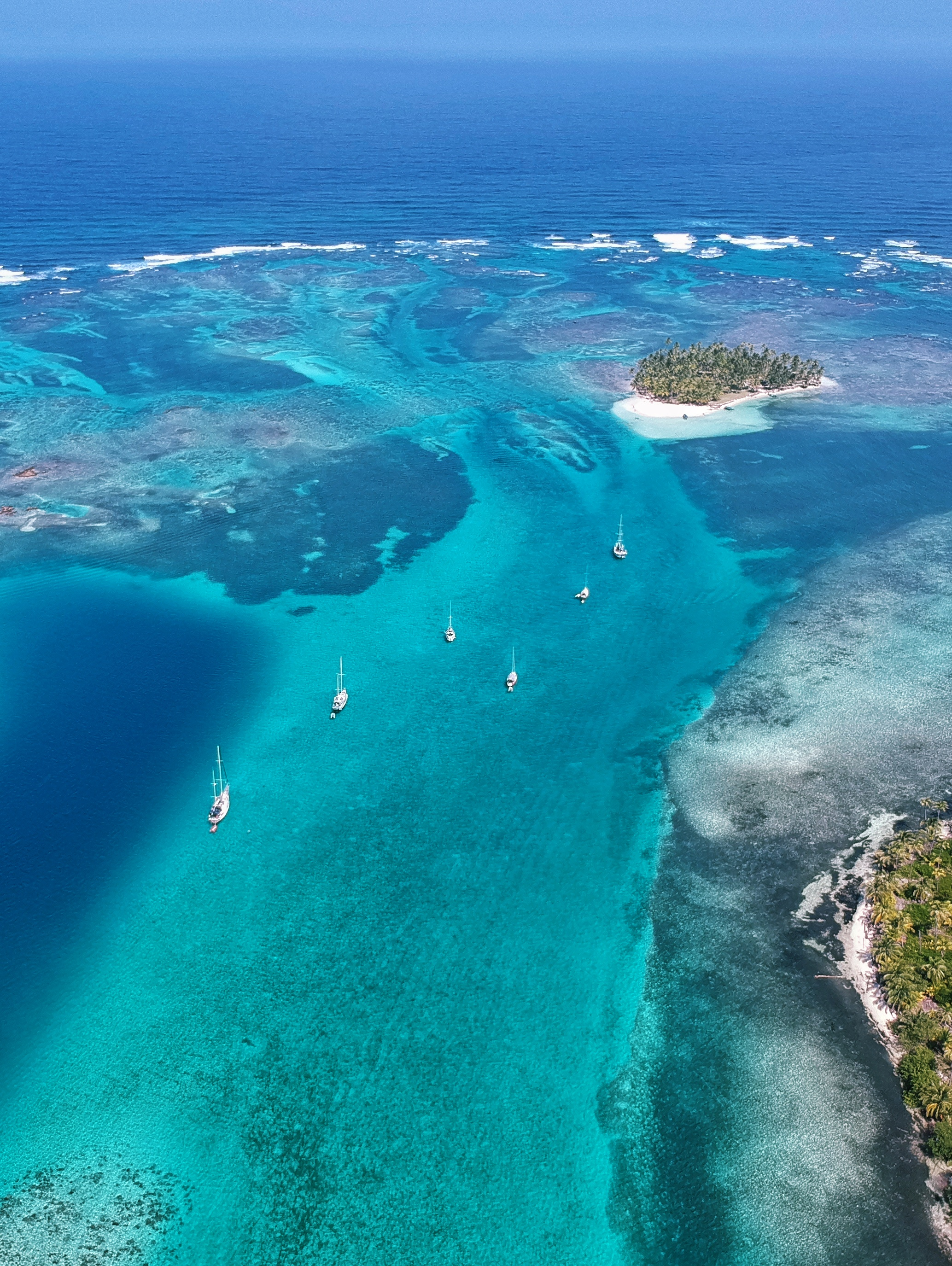
Vista Aérea de los Cayos Holandeses - Archipipélago de San Blas - Panamá